# Bernard Reder
Bernard Reder (29. června 1897, Černovice (Bukovina) – 7. září 1963, New York) byl sochař, grafik a architekt.

## Život
Narodil se v centru židovské a chasidské kultury v tehdejší Rakouské monarchii. Navštěvoval hebrejskou školu a do roku 1914 německojazyčné lyceum. V 17 letech byl povolán do vojenské služby v rakouské armádě a první světovou válku strávil v zákopech.
V letech 1919-22 studoval na pražské Akademii u profesorů A. Brömse, O. Španiela a J. Štursy a pak se vrátil do Černovice. Živil se jako kameník tesáním pomníků, kreslil, maloval akvarely a tiskl dřevoryty a ve volném čase sekal kamenné sochy v provizorním ateliéru, který mu zařídil otec. Roku 1924 se oženil s Gusti Korn.
Roku 1927 získal cenu v mezinárodní architektonické soutěži v Santo Domingo, v následujícím roce žil několik měsíců v Praze a měl první autorskou výstavu akvarelů a kreseb v galerii Krasoumné jednoty v Rudolfinu. Roku 1930 se v Černovici, která po válce připadla Rumunsku, vyostřily protižidovské nálady a znemožnily mu tam pokračovat v práci.
Reder se s manželkou přestěhoval do Čech a pronajal si opuštěný sklad a bývalý výstavní pavilon v továrním areálu na okraji Prahy. Za poslední uspořené peníze si koupil kamenné bloky a pracoval jako sochař a grafik. Spřátelil se s malíři Endre Nemesem a Jakubem Bauernfreundem, kteří ho seznámili s Dr. Jaromírem Pečírkou, šéfredaktorem Prager Presse Arne Laurinem, Willi Nowakem a Emilem Fillou.

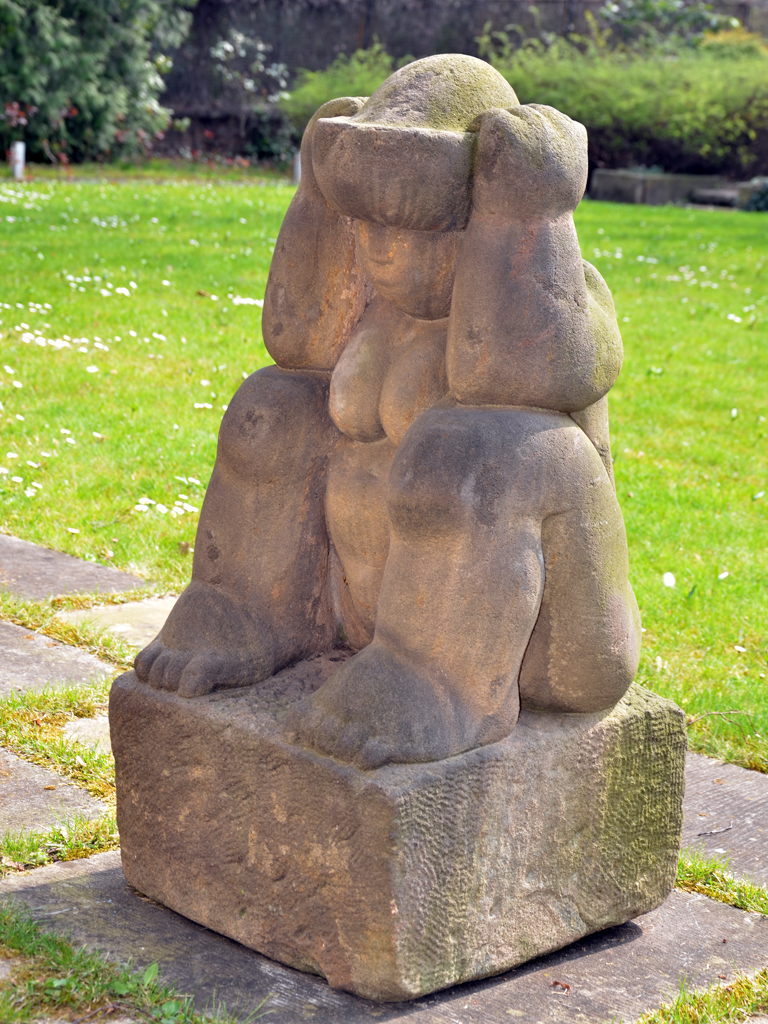
Sedící figura, pískovec (kolem 1930)

Emil Filla zařídil Rederovi první samostatnou sochařskou výstavu roku 1935 v SVU Mánes. Výstava, podrobně recenzovaná J. Pečírkou, se stala dobovou senzací a psaly o ní i deníky v Basileji, Vídni a Paříži. Reder prodal většinu svých plastik soukromým sběratelům a byl nejméně na pět let finančně zajištěn. Jedním z kupců byl i bankéř Otto Petschek.
V letech 1935-36 podnikl cesty do Itálie a Španělska a strávil několik dní v ateliéru Aristide Maillola. O dva roky později ho Aristide Maillol pozval, aby se přestěhoval do Paříže. Tam si Reder pronajal malou vilu v Le Vesinet blízko Mailolla a předpokládal, že se v Paříži usadí trvale. Návštěvu v zahradě naplněné objemnými sochami žen později popsal kritik John Rewald slovy " pohyb soch byl uzavřen v hranatých blocích kamene, které téměř vyplnila nahá ženská těla svým obrovským zaobleným objemem. Uvědomoval jsem si jejich podivnou těžkou a kolosální krásu." V roce 1940 představil 16 kamenných soch na autorské výstavě, která byla součástí výstavy československého umění v pařížské galerii Wildenstein.
Po obsazení Francie Reder čekal se svou ženou v úkrytu v Le Puy na americká víza, která mu byla přislíbena, ale ta nakonec nepřišla. V přístavu Marseille se mu podařilo spojit telegraficky s přítelem v Havaně a získal víza na Kubu. Na španělské hranici byl zatčen, uvězněn pro ilegální přechod a on i jeho žena strávili odděleni tři týdny v různých věznicích. Po propuštění a vypovězení ze Španělska se z Lisabonu přeplavil na podzim 1941 na Kubu. Čekal zde na americká víza a pracoval v pronajatém sklepě v Havaně. Postupně se kolem něj vytvořil okruh mladých umělců a na závěr pobytu zde měl dvě autorské výstavy. Místní výtvarní kritici o něm psali jako o "jednom z největších evropských umělců".
Roku 1943 odcestoval do New Yorku, kde získal finanční stipendium, které mu umožnilo koupit si malý dům ve Forest Hills, kde si v garáži zřídil ateliér. Vytvořil zde z velkého pískovcového bloku své nejvýznamnější sousoší Zraněná žena, ale při sochařské práci se vážně zranil a na sedm měsíců mu částečně ochrnuly obě ruce. Celé sousoší dokončil až za tři a půl roku. V následujících letech se věnoval převážně kresbě a dřevořezu. Roku 1948 získal americké občanství.

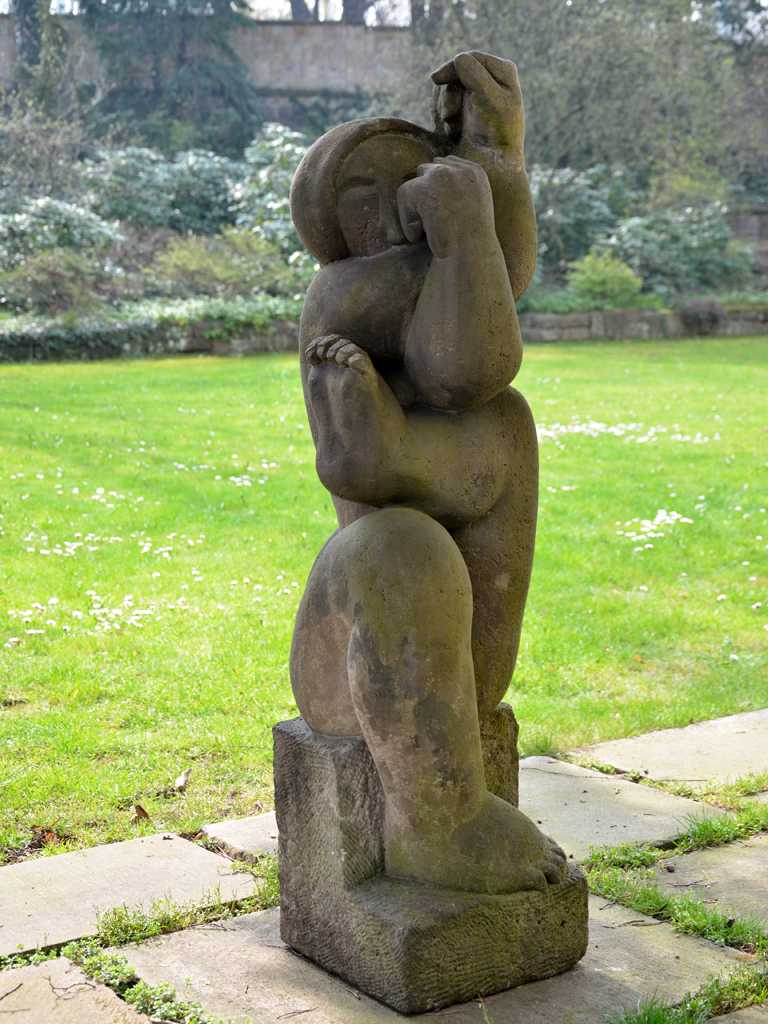
Ženská figura, pískovec (kolem 1930)

Americké občanství získal roku 1948.
Jeho díla byla pravidelně vystavována ve Whitney Museum a roku 1949 v Philadelphia Museum of Art. Roku 1954 odjel do Itálie a pracoval jako sochař v Římě a později ve Florencii, kde měl roku 1956 samostatnou výstavu v Galleria d'Arte Moderno L'Indiano. Ta vyvolala značnou pozornost a nadšenou recenzi od prominentního amerického historika umění Johna Rewalda. Reder měl potom autorskou výstavu ve Whitney Museum v New Yorku a galerie poprvé ve své historii vyhradila jedinému umělci tři poschodí výstavních sálů.
Roku 1960 obdržel grant Fordovy nadace a roku 1962 byl jmenován členem americké Academy of Arts and Letters.
Bernard Reder zemřel v New Yorku roku 1963 ve věku 66 let.
Roku 1969 daroval stát Izrael Rederovo sousoší Zraněná žena lidu Dánska jako poděkování za pomoc při záchraně Židů před nacisty.

## Dílo

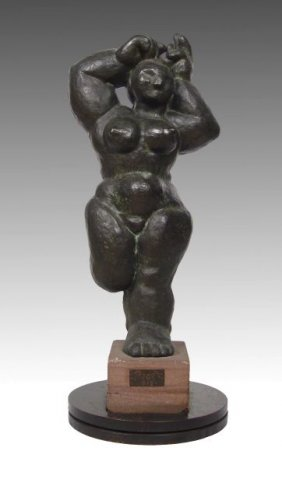
Bernard Reder, Žena

Reder čerpal inspiraci v židovském folkloru, řecké mytologii, Bibli a také v knize Francoise Rabelaise Gargantua a Pantagruel. Je citován jeho výrok, vztahující se k mládí v Bukovině: "Opilí fantazií jsme se již narodili".
Sochy, které vytvořil během pobytu v Praze v pískovci, jsou známy z dobových fotografií.
Reder považoval za ideální uzavřený tvar blízký kouli a tesal robustní sochy tak, aby maximálně zdůraznil hmotnost. Jeho ženské figury se vyznačují mimořádně kyprými proporcemi. V recenzi jeho pražské výstavy napsal Johannes Urzidil: ..tato torza jsou naplněna veskrze elementární silou a smyslnou démonií…Na mysl přijdou mexické nebo transoceánské figury mrtvých, nejvíce ale paleolitická Venuše z Willendorfu, kterou je možno chápat jako ztělesnění instinktivního pramateřství
Jeho Pařížskou výstavu vřelým dopisem ocenil Maillol "Jsem šťastný, že lidé v Paříži hovoří o Vašem velkém umění a jsem velmi potěšen. Víte, že jsem ve shodě s Vašimi idejemi a s Vaším úchvatným sochařstvím. Jsem přesvědčen, že v Americe, kde oceňují velikost, budete přijat s otevřenou náručí."Rederovy sochy z pařížské výstavy se podařilo ukrýt, ale všechny sochy zanechané v jeho ateliéru zničili nacisté.
V USA si při tesání sousoší Zraněná žena poranil ramenní sval a v dalších letech se věnoval převážně grafice a malbě. Vytvořil také sérii rozměrných dřevorytů jako ilustrace Rabelaisova Gargantuy a Pantagruela.
V 50. letech se jeho malba stává více ornamentální a sochy tvoří přímou modelací ze sádry na železnou kostru a odlévá do bronzu. Komorní sochy modelované ve vosku a odlité v bronzu se vyznačují množstvím drobných detailů a větší popisností. Nejčastěji zobrazoval figury hudebníků, biblické motivy a náměty související s judaismem.
Koncem 50. let vytvořil také sérii futuristických architektonických modelů s budovami zavěšenými v prostoru.

### Zastoupení ve sbírkách
- Whitney Museum of American Art
- Museum of Modern Art(MoMa)
- National Gallery of Art
- Brooklyn Museum
- New York Public Library
- Art Institute of Chicago

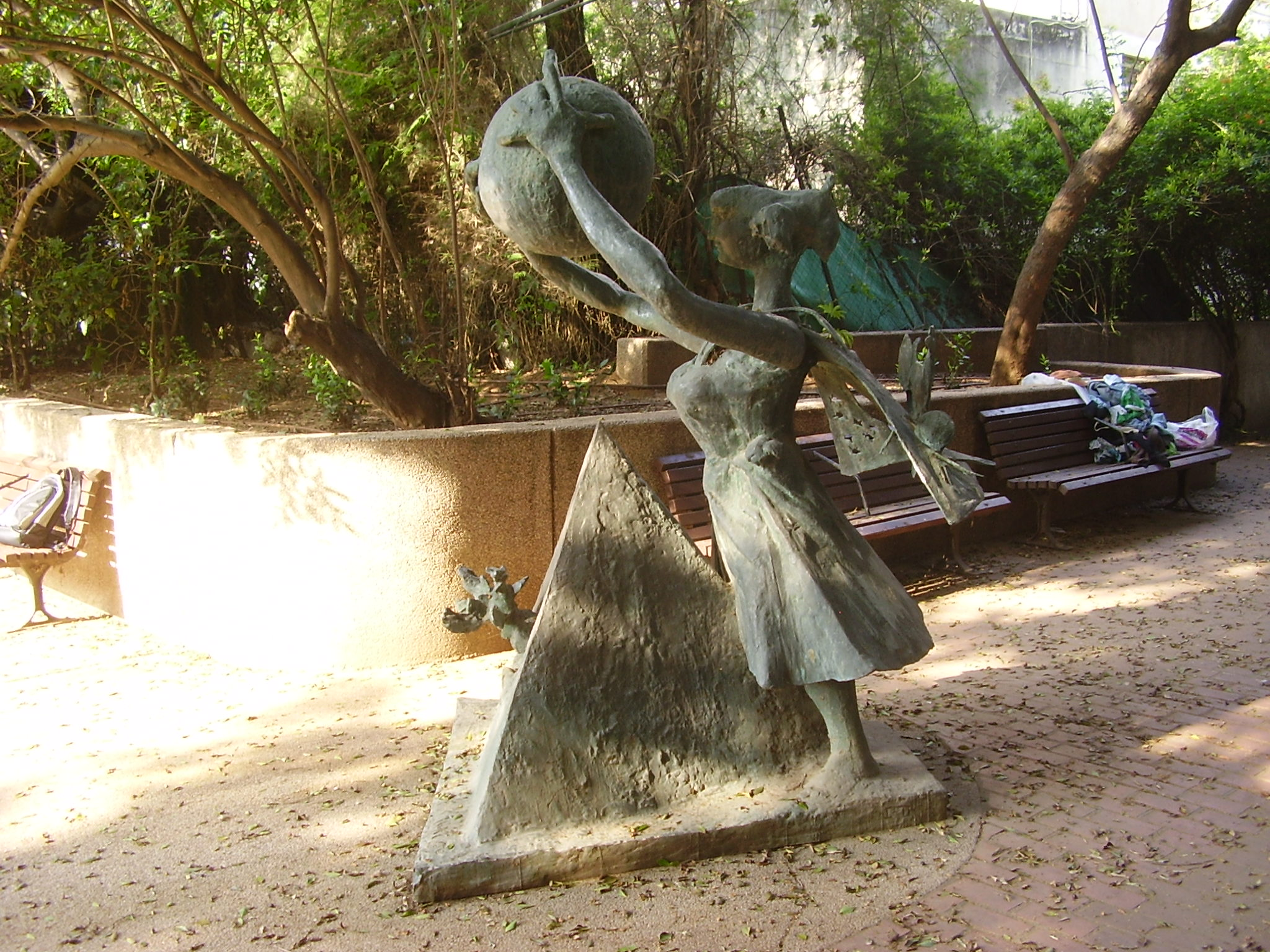
Bernard Reder, Tel Aviv

- Museu d'Arte Moderna in São Paulo, Brazil
- Hofstra University, Long Island, New York
- Soukromé sbírky: Joseph H. Hirschhorn, Vera G. List, Gertrude A. Mellon, John Rewald, Louis R. Wasserman.

### Výstavy v Českých zemích
- 1935 SVU Mánes, Praha
- 1937	II. Zlínský salon, Studijní ústav, Zlín
- 2007	Bernard Reder: Sochy, kresby, dřevoryty, Tibor Honty: Fotografie, Wortnerův dům Alšovy jihočeské galerie, České Budějovice

### Publikace
- John I.H. Baur: Bernard Reder, 1961, kat. 124 s., Whitney Museum of American Art, New York digitalizovaný katalog
- In Memoriam Bernard Reder, 1897–1963: An Exhibition of Sculpture and Graphic Works, 1964, World House Galleries
- World artists, 1950–1980, Marks C, 1984, 912 s., H.W. Wilson, New York, ISBN 0824207076, ISBN 9780824207076
- John Rewald: Bernard Reder, Printed by Vallecchi, 1954